# Єва Скуг Хаслум
Єва Скуг Хаслум (швед. Ewa Ann-Sofi Skoog Haslum) — контр-адмірал, командувач Військово-морських сил Швеції (народилася 26 березня 1968 року).

## Біографія
Єва Скуг народилася 26 березня 1968 року в парафії Хов, округ Крістіанстад , Швеція, виросла в Торекові. Розпочала свою військову кар'єру в 1987 році в якості військовозобов'язаного на посаді радіотелеграфіста корвета.
Після отримання військового звання лейтенанта займала такі посади, як артилерійський офіцер, офіцер бойового управління. У 2006 році вона була призначена командиром корвета «Сундсваль» і командувала «Сундсваллєм», серед іншого, коли корабель у період з квітня по серпень 2007 року належав миротворчим збройним силам в Лівані.
З липня 2008 року по 2010 рік вона проходила навчання у Шведському національному коледжі оборони. У 2014 році стала командувачем Четвертої морської бойової ескадри. В березні 2017 року призначена на посаду проректора Шведського національного коледжу оборони. З 1 лютого 2020 року стала командувачем ВМС Швеції.
У період 2010—2017 років вона також один місяць на рік служила ад'ютантом у спадкоємної принцеси Вікторії.
Єва Скуг Хаслум була обрана в 2018 році членом Королівської шведської академії військових наук. У 2020 році вона була номінована на конкурс «Майбутнє» та названа «Натхненницею року» з мотивацією « Вона — людина, яка прокладає нові шляхи та надихає більше жінок на кар'єру у Збройних Силах. Єва показує, що жінка може досягти вершини в одній з організацій, де домінує найбільше чоловіків». Єві Скуг Хаслум також був присвячений марш під назвою «Марш адмірала Скуг Хаслум».